# Wędka muchowa

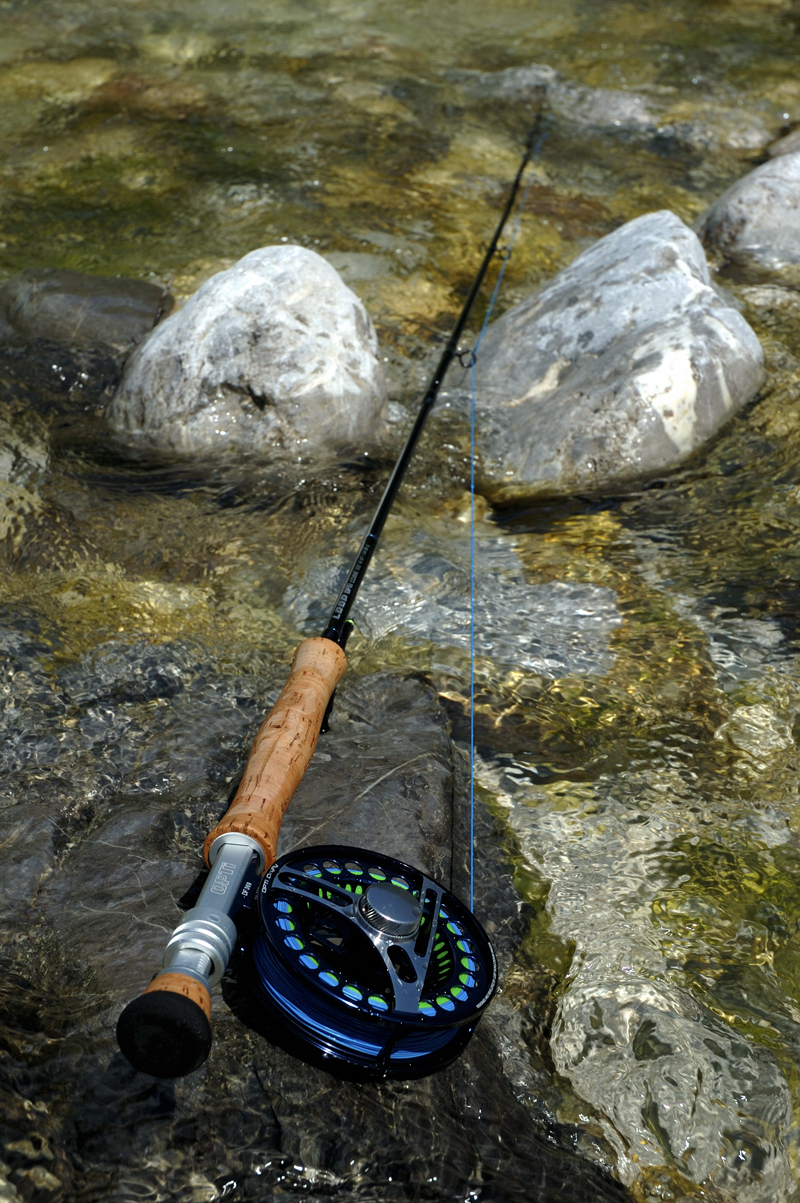
Wędka muchowa z kołowrotkiem muchowym poniżej rękojeści

Wędka muchowa, muchówka – wędzisko (kij wędkowy) stosowane w wędkarstwie muchowym do połowu ryb na sztuczną muchę. 
W użyciu są wędziska jednoręczne, o długości od 1,5 do 3,5 metra oraz dwuręczne (3,5 do 6 metrów). Wędka muchowa różni się od innych wędzisk charakterystyką ugięcia (jest zwykle bardziej elastyczna w środkowej części), mniejszymi przelotkami oraz miejscem mocowania kołowrotka muchowego, które znajduje się na samym dole wędziska, poniżej rękojeści. Współczesne wędki muchowe klasyfikowane są w systemie AFTMA numerem od 2 do 12. Numer AFTMA określa masę pierwszych 10 metrów sznura muchowego i znajduje się zarówno na wędzisku jak i opakowaniu sznura, co ułatwia dopasowanie tych dwóch elementów.
Większość współczesnych wędzisk muchowych składa się z dwóch lub trzech części i wykonane są z kompozytów włókien szklanego i węglowego, potocznie zwanych grafitem.